# Keyes Beech
Keyes Beech (Pulaski, 13 de agosto de 1913 - 15 de febrero de 1990) fue un periodista estadounidense. Es conocido por sus reportajes sobre la Segunda Guerra Mundial, la Guerra de Corea y la Guerra de Vietnam.

## Biografía
Nativo de Pulaski, Tennessee, consiguió su primer trabajo en el Chicago Daily News como mensajero. Dejó este puesto en 1936 para convertirse en reportero del St. Petersburg Evening Independent. Un año después, el periodista se incorporó al Akron Beacon Journal.
Durante la Segunda Guerra Mundial, sirvió en el Cuerpo de Marines de los Estados Unidos en Asia como corresponsal de combate. Estuvo con la 2.ª División de Marines en la Batalla de Tarawa y fue uno de los primeros periodistas en la cima del Monte Suribachi durante la Batalla de Iwo Jima.
Al final de la Segunda Guerra Mundial, trabajó como corresponsal en Washington para el Honolulu Star-Bulletin. Se unió al personal del Chicago Daily News en 1947. Una de sus asignaciones en ese período fue informar sobre asuntos asiáticos. En 1951, fue uno de los seis corresponsales extranjeros galardonados con el Premio Pulitzer de Periodismo Internacional por su cobertura de la guerra de Corea.
En 1979, trabajaba para Los Angeles Times; cubrió la quinta Conferencia de las Naciones Unidas sobre Comercio y Desarrollo en Manila, Filipinas.

## En la cultura popular
Beech es interpretado por John Benjamin Hickey en Flags of Our Fathers de Clint Eastwood.